# Hargy
Hargy és una gran caldera volcànica de l'illa de Nova Bretanya, a Papua Nova Guinea. La caldera fa 12 km d'amplada per 10 km de llargada i es troba a 150 msnm. També acull una caldera interior i el llac Hargy, que desguassa per un estret riu que recorre la paret nord. L'erupció que va formar la caldera va tenir lloc fa uns 11.000 anys. A la part occidental de la caldera s'aixeca el Galloseulo, un con de lava dacítica posterior a la caldera amb un cràter de 700 metres d'ample, ocupat per un parell de cràters més petits, que ha tingut petites erupcions en els últims 7.000 anys, sent la més recent l'any 950 dC. Al setembre de 1990 es va observar activitat fumaròlica menor al cràter occidental del Galloseulo.